# Mai 1942
Les événements concernant la Seconde Guerre mondiale sont détaillés dans l'article Mai 1942 (Seconde Guerre mondiale).

## Événements
- Début de l'opération Fall Blau, offensive de l'Axe sur le Front de l'Est (fin en février 1943)
- Mise en place des premiers maquis en Grèce.

- 4 mai : bataille de la Mer de corail.

- 5 au 8 mai : opération Ironclad : bataille de Diégo-Suarez.

- 6 mai :
  - La garnison américaine de l’île de Corregidor (Philippines) dépose les armes : la guerre des Philippines se termine par l’occupation de l’archipel par le Japon.
  - Publication de la chanson White Christmas d'Irving Berlin.
  - France : Darquier de Pellepoix succède à Xavier Vallat comme Commissaire aux affaires juives.

- 6 - 11 mai : réunion à l’hôtel Biltmore de New York des organisations sionistes américaines qui adoptent un programme prévoyant notamment la création d’un État juif en Palestine.

- 7 - 8 mai : pour la première fois, lors de la bataille de la mer de Corail, les flottes américaines et japonaises se combattent sans jamais se voir ; seuls les appareils embarqués sur les porte-avions sont en contact avec l'ennemi.

- 13 mai : l'Allemagne coule un navire mexicain.

- 15 - 31 mai Quinzaine impériale en France

- 16 mai : début des gazages massifs dans le camp d'extermination de Sobibor en Pologne.

- 20 mai : l'Allemagne coule un deuxième navire mexicain.

- 21 mai : l'invasion de Malte est reportée sine die.

- 22 mai : le Congrès mexicain déclare la guerre au Japon, à l’Italie et à l’Allemagne.

- 26 mai : premier vol du chasseur de nuit américain Northrop P-61 Black Widow.

- 26 mai - 11 juin : bataille de Bir Hakeim. Les Français libres du général Koenig retardent de 16 jours l'avance de Rommel sur Suez et permettent à la 8e armée britannique de se retrancher à El Alamein.

- 27 mai : un résistant tchèque assassine Reinhard Heydrich, le Reichsprotektor de Bohême et Moravie, chef SS exécutant d'une main de fer les directives d'Hitler (Opération Anthropoid).

- 28 mai : première utilisation d’un chasseur de nuit équipé d’un radar, le De Havilland Mosquito MK II.

- 29 mai :
  - France : ordonnance des autorités allemandes. En zone occupée, les Juifs âgés de plus de six ans devront porter désormais une étoile jaune sur leurs vêtements.
  - Mise au point du premier modèle du CA-12 Boomerang, comparable aux appareils japonais pour ses possibilités tactiques. Il a été construit dans l’urgence (5 mois), alors que l’Australie craignait une invasion japonaise.

- 30 mai :
  - France : exécution au mont Valérien des résistants Georges Politzer, philosophe, Jacques Decour, professeur et Jacques Solomon, physicien.
  - Mise au point en Australie du premier modèle du CA-12 Boomerang, comparable aux appareils japonais pour ses possibilités tactiques. Il a été construit dans l’urgence (5 mois), alors que l’Australie craignait une invasion japonaise.

- 31 mai, France : Manifestation de la rue de Buci contre le rationnement

## Naissances
- 2 mai :
  - Wojciech Pszoniak, acteur polonais.
  - Jacques Rogge, chirurgien orthopédiste belge et président du Comité international olympique.

- 5 mai : Tammy Wynette, chanteuse américaine de country music.

- 9 mai : David Gergen, conseiller politique américain et analyste politique († 10 juillet 2025).

- 10 mai : Gilbert Aubry, évêque français, évêque de Saint-Denis de La Réunion.

- 12 mai : Michel Fugain, chanteur, compositeur et interprète français.

- 13 mai : Vladimir Djanibekov, cosmonaute ukrainien.

- 15 mai : Anthony W. England, astronaute américain.

- 17 mai : Taj Mahal, musicien américain.

- 21 mai : Robert C. Springer, astronaute américain.
- Michel Cardoze, militant communiste, journaliste et présentateur météo français.

- 22 mai : Theodore John Kaczynski, dit Unabomber, terroriste américain († 10 juin 2023).

- 24 mai : 
  - Hannu Mikkola, pilote de rallye finlandais († 26 février 2021).
  - James Fraser Stoddart, chimiste écossais († 30 décembre 2024).

## Décès
- 2 mai : Maurice Cabart-Danneville, homme politique français.

- 14 mai : Bronislaw Malinowski, anthropologue et ethnologue polonais.

- 18 mai : Herménégilde Boulay, homme politique québécois.

- 19 mai : Alfred Baudrillart, cardinal, évêque auxiliaire de Paris et académicien français (° 6 janvier 1859).

- 20 mai : Hector Guimard, architecte Art nouveau.

- 24 mai : Edgard de Trentinian,  militaire français  (1870 -1914), général de division, Grand-Croix de la Légion d'Honneur , à 91 ans